# La Petite Bande (film, 2022)
Pour les articles homonymes, voir La Petite Bande (homonymie).
Pour plus de détails, voir Fiche technique et Distribution.
La Petite Bande est un film de comédie français réalisé par Pierre Salvadori, sorti en 2022.

## Synopsis
En Corse, cinq collégiens, Cat, Fouad, Antoine, Sami et Aimé, pour des raisons écologiques, veulent incendier l'usine locale qui pollue la rivière. Chacun d'eux a ses propres raisons de passer à l'acte, mais l'action les soude. Certains ont vu leurs parents être licenciés, d'autres ont eu des problèmes avec Étienne Chambon (Laurent Capelluto), le directeur de l'usine, l'un ne cherche que des amis.
Lorsque les adolescents arrivent à l’usine pour l'incendier, ils constatent que Chambon est encore à l'intérieur. En pleine improvisation, ils l'assomment, le chargent dans sa voiture, l'emmènent, le ligotent et le cachent dans une cabane surmontée d'une vigie en pleine forêt. Pour l'empêcher de s'enfuir, ils le droguent, en cherchant une solution.

## Fiche technique
Sauf indication contraire, les informations mentionnées dans cette section peuvent être confirmées par la base de données cinématographiques IMDb,  présente dans la section « Liens externes ».
- Titre : La Petite Bande
- Réalisation : Pierre Salvadori
- Scénario : Pierre Salvadori et Benoît Graffin
- Musique : Pierre Gambini
- Chanson « La Petite bande » de Mike Kourtzer (musique) et Redwan Sellam & Marcelin Tavares (paroles), interprétée par Redi
- Décors : Michel Barthélémy
- Costumes : Floriane Gaudin (supervision)
- Photographie : Julien Poupard
- Son : François Maurel
- Montage : Isabelle Devinck
- Production : Philippe Martin et David Thion
- Société de production : Les Films Pelléas
  - Coproduction : Tovo Films, Gaumont, France 2
- Sociétés de distribution : Gaumont (France), JMH Distributions SA (Suisse romande)
- Pays de production :  France
- Langue originale : français
- Genre : comédie
- Durée : 106 minutes
- Budget :
- Format : couleur
- Dates de sortie : 
  - France : 14 juin 2022 (Rencontres des Côtes de Bretagne, Dinard)[4],[5] ; 20 juillet 2022 (sortie nationale)
  - Suisse romande : 20 juillet 2022

## Distribution
Sauf indication contraire, les informations mentionnées dans cette section peuvent être confirmées par la base de données cinématographiques IMDb,  présente dans la section « Liens externes ».
- Aymé Medeville : Antoine Karchaoui
- Mathys Clodion-Gines : Fouad
- Colombe Schmidt : Cat, amoureuse de Fouad
- Redwan Sellam : Sami, fils de gendarme, amoureux transi de Cat, ami d'Antoine
- Paul Belhoste : Aimé, gringalet sans ami, racketté par des brutes
- Laurent Capelluto : Étienne Chambon, patron de l'usine
- Pio Marmaï : Monsieur Karchaoui, père d'Antoine, incarcéré
- Laetitia Spigarelli : Madame Karchaoui, mère d'Antoine
- Erika Sainte : mère de Cat
- Frédéric Poggi : adjudant Martin
- Benjamin Garcia-Casinelli : adjudant Maillard
- Téva Aa : chef du GIGN
- Jean-Max Lhuillier : un gendarme
- Antoine Carboni : Jacky, le pompiste
- Jalal Bejaoui : père de Fouad, chef de l'équipe d'entretien de l'usine
- Claire Dumas : mère d'Aimé
- Fabrice Robert : père d'Aimé

## Production

### Tournage
Le tournage a lieu en grande partie en Corse et notamment à Sartène durant l'été 2020,.

## Accueil

### Critique
En France, le site Allociné donne une moyenne de 3,4⁄5, après avoir recensé 22 titres de presse,.
Françoise Delbecq de Elle Magazine : « Une comédie rocambolesque à partager en famille ».
Pour Baptiste Thion du Journal du dimanche : « [Une] comédie d’aventures trépidante et loufoque qui peut aussi bien séduire les gamins que les parents désireux de renouer avec l’âge pas si tendre ».
Corinne Renou-Nativel du journal La Croix : « Sous un soleil estival, Pierre Salvadori filme une nature aussi généreuse que menacée et une rivière tumultueuse qui invite à une baignade pourtant interdite. Son film parvient à tenir avec la même aisance les registres du burlesque et de l’action, les révoltes de la jeune génération et des portraits touchants de gamins aux prises avec des problèmes plus grands qu’eux ».
J. Ma du journal Le Monde : « Là-dessus, Salvadori fait feu de tout bois. Ribambelle de références, de la cruauté de Sa Majesté des mouches, de Peter Brook, à l’épouvante de la série Stranger Things, des frères Duffer, en passant par la délicieuse escapade de Moonrise Kingdom, de Wes Anderson. Mais tout cela mis à la sauce Salvadori, comme avant toute chose un tribut à la pure fantaisie ».
Pour le critique Thierry Chèze, du magazine Première, La Petite Bande est le « Parfait prolongement de son travail [au réalisateur] ». Pour le critique, il s'agit là d'une « parenthèse enchantée dans le parcours de Salvadori qui semble se régaler comme un gosse à diriger sa petite bande de jeunes comédiens débutants. ».

### Box-office
| Pays ou région | Box-office       | Date d'arrêt du box-office | Nombre de semaines |
| -------------- | ---------------- | -------------------------- | ------------------ |
| France         | 114 275 entrées  | 27 septembre 2022          | 10                 |
| Total mondial  | +000756 044, USD | -                          | -                  |

Le premier jour de son exploitation en France, le long-métrage engrange 9 268 entrées, dont 2 318 en avant-première, pour 336 copies. Le film se positionne en 4e place du box-office des nouveautés, derrière le thriller franco-espagnol As Bestas (11 375) et devant la comédie dramatique japonaise Tempura (3 112).

## Distinction

### Sélection
- Festival du film de Cabourg 2022[17]

## Analyse